# Йович, Борисав
Борисав Йо́вич (сербохорв. Борисав Јовић / Borisav Jović, 19 октября 1928 — 13 сентября 2021) — югославский и сербский государственный и политический деятель, экономист, Председатель Президиума СФРЮ в 1990—1991 годах.

## Биография
Родился в Никшиче, община Баточина, ныне — Сербия. Выпускник экономического факультета Белградского университета. Занимал различные должности, связанные с управлением и экономикой. В 1975—1979 являлся послом Югославии в Италии. В дальнейшем являлся членом Социалистической партии Сербии.
После окончания боевых действий на территории бывшей Югославии допрашивался как подозреваемый Международным трибуналом по бывшей Югославии, но не получил обвинения, так как прокуроры решили сфокусироваться на ключевых фигурах во главе со Слободаном Милошевичем. Вместо этого Йович дал показания о действиях Милошевича во время войны как свидетель.

## Смерть
Умер на 93-м году жизни 13 сентября 2021 года в Белграде, от коронавирусной инфекции COVID-19.